# 新黄色新闻

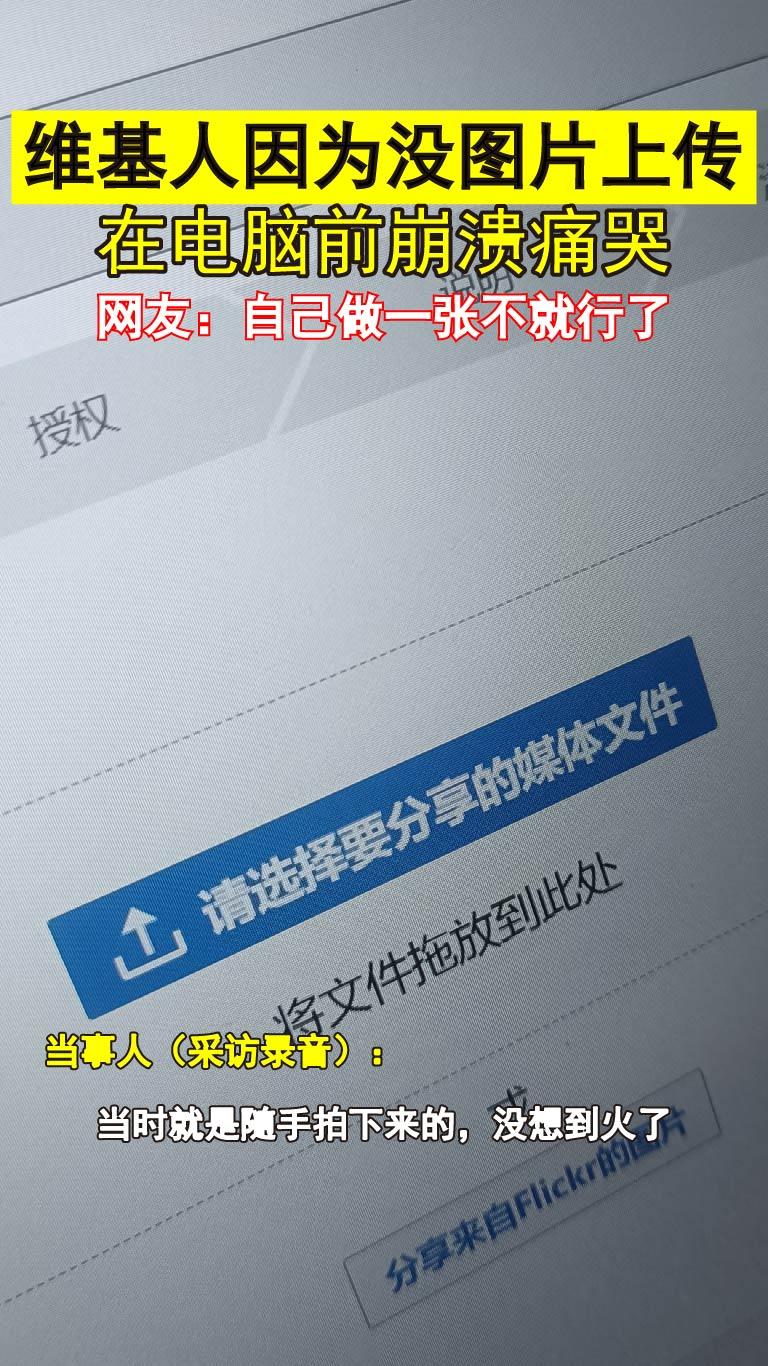
按照新黄色新闻风格仿制的一张图片，包含了常见要素：黄底黑色加粗字体、煽情但纯属虚构的内容、无关紧要的当事人采访

新黄色新闻（有的学者也称为消遣型新闻），指中华人民共和国网络短视频平台上的一类短视频。这些视频的形式基本固定，主要记录琐碎新闻或生活趣事，缺失新闻基本要素。

## 背景

### 经济和网络的发展
中国大陆的改革开放以来，新闻行业逐步转型为企业，需要盈利。自1990年代起，一些媒体从盈利的角度出发，为了迎合民众的品味，将带有暴力、色情、志怪等元素的新闻作为主要的刊载内容。后来，新型的网络媒体更有匿名、易传播的优势，更成为传播“黄色新闻”的阵地。行之日久，网络新闻这种夸张、色情等问题也受到网民的诟病。
由于网络和新闻管制的存在，中国大陸的新黄色新闻内容与美国黄色新闻不同，一般不涉及政治性内容和政府官员的负面报道。早期的黄色新闻主要出现在娱乐新闻中，以明星花边为主。

### 地方媒体转型
中国大陸的地方媒体在2010年代报纸销量大幅下滑之后，开始转向网络传播。网络新闻不受报纸的印刷出版时间和版面篇幅限制，故而发稿的内容量需求及时间频率均远超纸媒，且受众不再限于本地读者。然而，本地社会民生新闻方面，报社负责现场采访记者的数量不增反降，时常因为人手不足或者本地政府扣留报道而出现漏报、晚报，遑论满足新媒体的内容需求；政务信息和政治性新闻方面，地方政府大都运营有自己的新媒体账号，不再像纸媒时代那样指派媒体发表。另外，多数媒体均在内部设立了考核激励机制，部分新媒体部门人员的绩效收入直接与内容的阅读（播放）量挂钩。基于以上原因，多数地方媒体的新媒体运营思路高度一致，不经采访和调查，直接复制转载已有的非本地热点新闻以博取流量。

### 短视频发展
自媒体和短视频平台的发展客观上降低了内容发表的门槛，多数平台均支持普通用户发表内容，使得内容良莠不齐；另外一方面，娱乐和煽情的内容更容易获得平台推荐进而产生流量效益，部分用户也更偏好“图一乐”的短视频，愿意阅读长报道的读者减少。

## 特点
新黄色新闻主要由网络新媒体生产，也有的由网友个人发布。获得一定流量后会有更多媒体帐号前来转发，或者重新包装后二次发布。
新黄色新闻的主题多是琐碎的新闻或者生活中的趣事。标题就是新闻的全部，通常只有三行左右；有时包括一句不明真假又不痛不痒的采访、回应或者“网友评价”，简单精炼；视频长度也不超过二十秒。他们大多缺失新闻基本要素（六何法），往往只讲述事情的片段而没有完整的故事情节，甚至可以说不符合新闻的定义，而只能称作“段子”。譬如，某段获得十万多点赞的微信视频《隔着屏幕都觉得疼，当钢铁硬汉走下赛场他的手变成了这样》中，只有“男性为手茧消毒”的画面，不说此人是谁，也不说来龙去脉，让人不知所云。
观众难以从新黄色新闻中获得有价值的新闻信息：有些“新闻”毫无新闻价值，可能只能博观众一笑，譬如很多媒体纷纷转发的《男子蹲下系鞋带被大门偷袭，一旁的狗子笑了》视频，其实内容只是“男子系鞋带被铁门撞到，此时视频中出现两只狗”；有些“新闻”拿旧闻充当，譬如同样是媒体竞相转发的视频《清明祭祖时请美女坟前跳舞，让祖先看看花花世界》，其实发生于三年前；甚至还有摆拍视频等虚假信息，譬如2023年5月一条“杭州西湖高价捞手机”的视频，后经过管理部门证实为自导自演。
新黄色新闻用模板化的形式刺激人的感官，引起人的注意力而获得经济效益。标题一般采用黄底黑字或者黑底黄字（也有用镂空红字），文字风格加大加粗，起到醒目、吸睛的效果。配乐则带有情绪色彩，或欢快或紧张，有感染力。
经媒体报道的案例有“一年级小学生秦朗作业丢巴黎”、“三亚包船到湛江”、“女子过安检脱靴子”、“拍照时鱼突然跳到船上”等。

## 评价
新黄色新闻的消极影响与美国历史上的黄色新闻类似，包括消解新闻价值、弱化观众的深度思考等。复旦大学新闻学院教授窦锋昌、博士研究生孙萌在论文中认为，中国的新闻媒体具有引导和控制舆论的特定功能，而具有新闻资质的媒体机构转向此类伪新闻的“生产”势必将损害媒体公信力，进而危及媒体对舆论的引导能力。
2024年4月24日，中央网信办开展的专项行动将“新黄色新闻”产生的原因归咎于自媒体。